# Otewan
Otewan – wieś w Armenii, w prowincji Aragacotn. W 2011 roku liczyła 181 mieszkańców.